# At Action Park
Albums de Shellac
The Futurist
(1997)
At Action Park est le premier album du groupe Shellac, sorti en 1994 sur le label Touch and Go Records.

## Historique
Dans un premier temps, l'édition du disque fut essentiellement limitée à sa version vinyle, avec un pressage de grande qualité (165 grammes) et une pochette réalisée dans un cartonnage luxueux. Bien que ce premier opus n'ait bénéficié d'aucune publicité, il s'est vite imposé comme un chef-d'œuvre dans la veine du rock brut et expérimental affectionné par Albini.
Le titre de l'album fait référence à « Action Park », un parc d'attractions à la triste réputation, qui dut fermer ses portes après dépôt de bilan en 1996.
Les chansons The Admiral et Pull the Cup figurent dans des versions différentes sur le single The Bird Is the Most Popular Finger sorti plus tôt dans l'année.

## Titres
1. My Black Ass
2. Pull the Cup
3. The Admiral
4. Crow
5. Song of the Minerals
6. A Minute
7. The Idea of North
8. Dog and Pony Show
9. Boche's Dick
10. Il Porno Star

## Crédits
- Steve Albini - guitare/chant
- Todd Trainer - batterie
- Bob Weston - basse/chant